# 波士顿糖蜜灾难
波士顿糖蜜灾难（英語：Great Molasses Flood、或）是1919年1月15日，美国马萨诸塞州波士顿名为北区的住宅区中一座巨大糖蜜储存罐爆炸所引起的灾难。洶湧的糖蜜波浪以约每小時56公里的速度冲入周围的街道，导致21人死亡，150人受伤，大量建筑物被损坏。这一事件已经进入当地的都市传说，居民声称如今在炎热的夏日，街道仍然能闻到糖蜜味。

## 背景

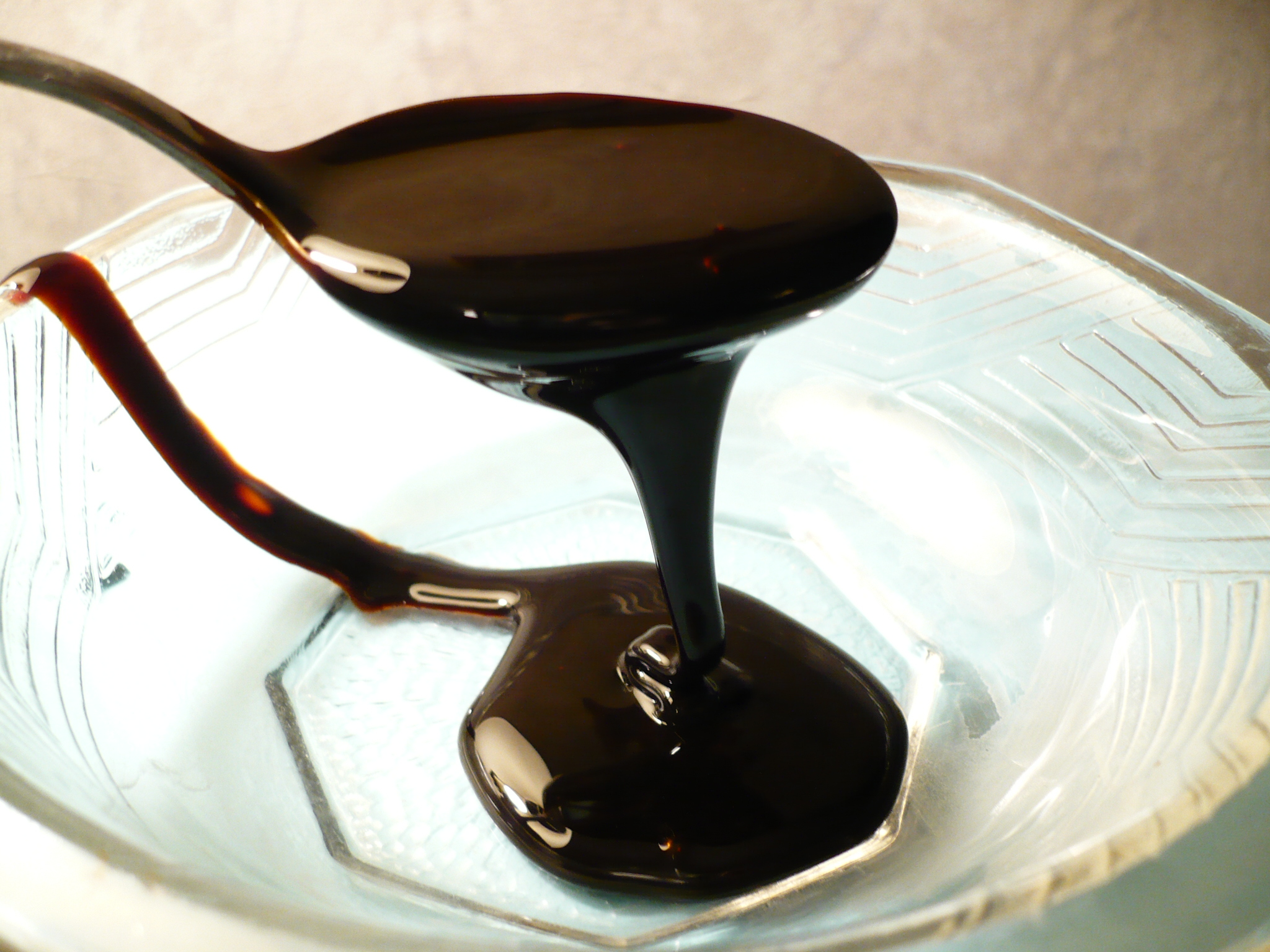
黏稠的糖蜜

糖蜜是用甘蔗或甜菜制糖的过程中，所产生的黏稠状副产品，蔗糖、葡萄糖和果糖等糖类占总质量的一半，是当时美国的标准甜味添加剂。由于富含糖分，糖蜜可通过发酵产生乙醇，故糖蜜是酿造朗姆酒的一种传统原料。第一次世界大战爆发后，对于无烟火药的需求激增，美国糖蜜产量的80%被用来生产工业酒精，作为生产无烟火药所需。
纯净蒸馏公司（Purity Distillation Company）是位于波士顿的一家通过蒸馏生产乙醇的公司。1917年美国工业乙醇公司收购了这家公司，用糖蜜来生产工业乙醇，出售给英法等国的武器制造商。为了减少运输和储存等费用，纯净蒸馏公司决定在位于波士顿港和高架铁路系统之间的North End住宅区建立很大的糖蜜储存罐。

## 灾难经过

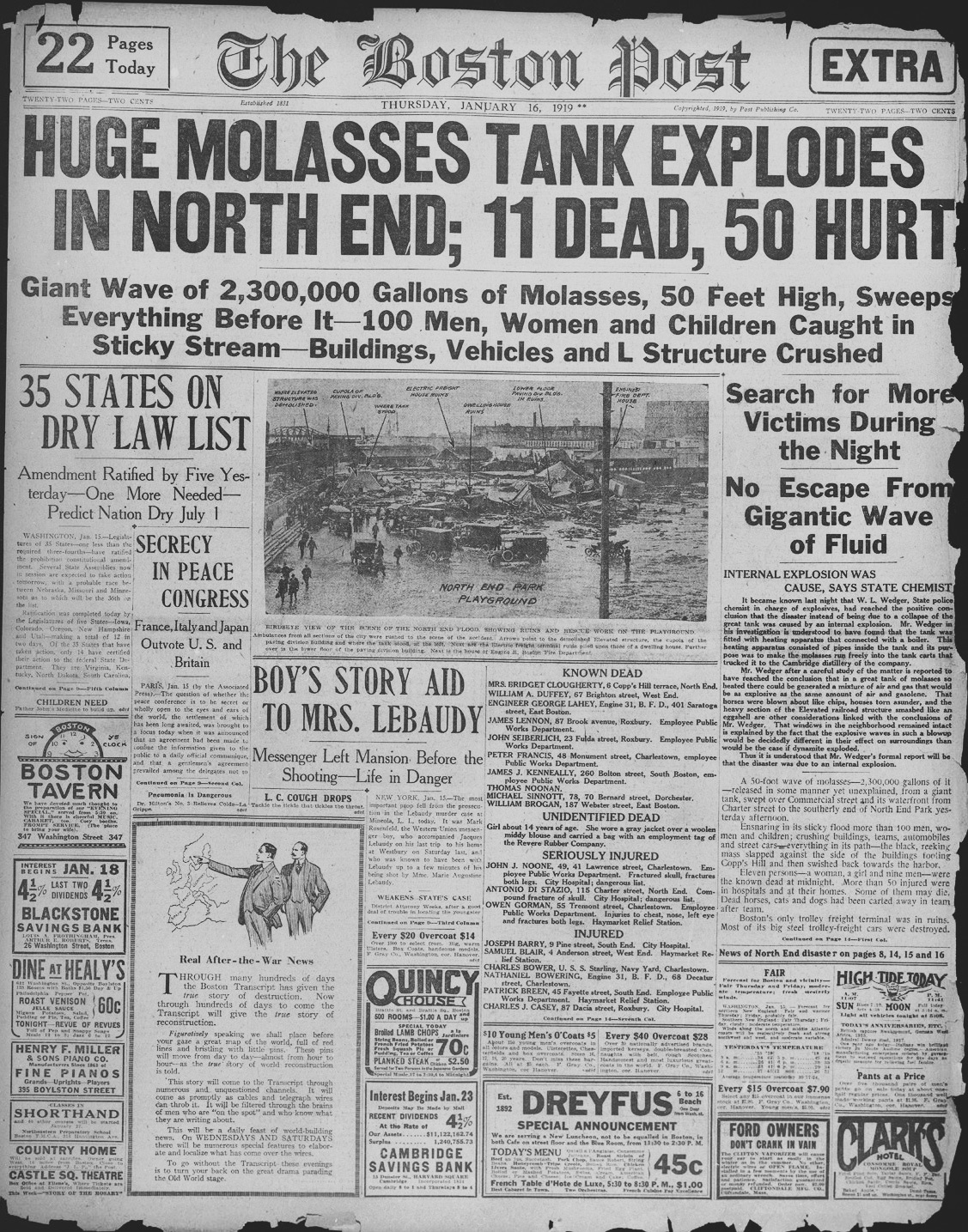
《波士頓郵報》的報道

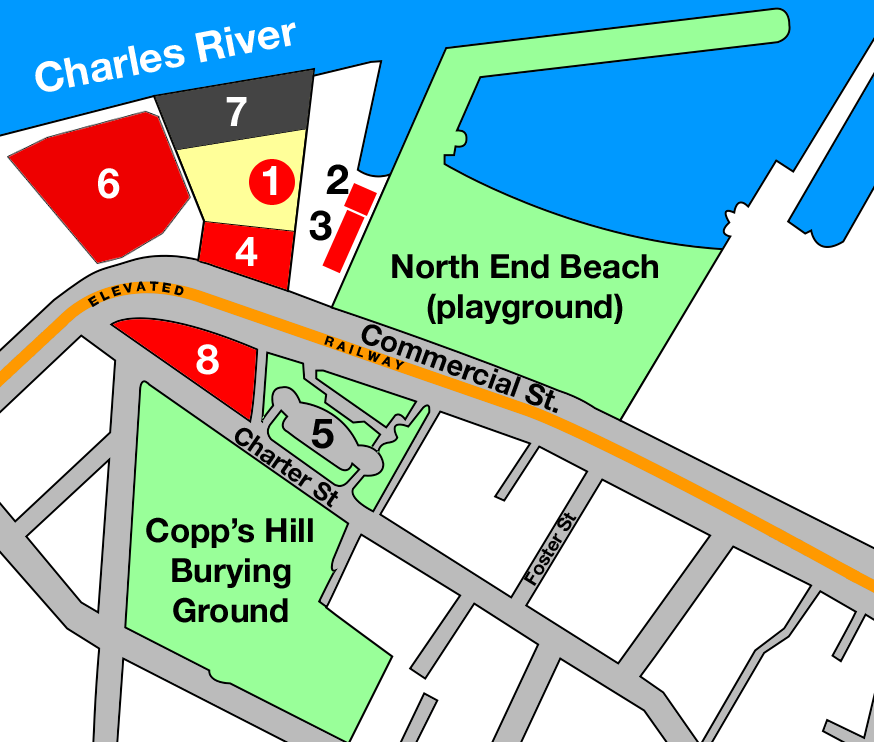
波士顿糖蜜灾难殃及地区示意图
1. 纯净蒸馏公司的糖蜜罐（爆炸发生地）
2. 消防队 31 （被严重损坏）
3. 铺路部门和警察局
4. 纯净蒸馏公司办公室（被夷平）
5. Copps Hill Terrace
6. 波士顿天然气灯建筑（被损坏）
7. 纯净蒸馏公司仓库 （基本保存）
8. 住宅区 （site of flattened Clougherty house）

1919年1月15日波士顿地区的温度相比往年异常的高，超过了摄氏4度（华氏40度）。糖蜜罐中储存的糖蜜正等待运往位于附近剑桥镇柳树大道的净化设备。这时，位于肯尼广场附近的商业街529号的一个高约15米，直径约27米，存有二百三十万美式加仑（相当于八百七十万升）的糖蜜罐倒塌了。据目击者描述，糖蜜罐倒塌时发出了巨大的响声，铆钉乱飞，倒地之后的轰鸣如同一列火车经过。
2.5到4.5米高的糖蜜波以56千米/小时的速度，造成了200千帕的压强。糖蜜波浪的能量足以摧毁邻近的波士顿高架铁路系统的亚特兰大大道站，还让一列火车脱了轨。好几个街区浸在60到90厘米的糖蜜中，正如作家斯蒂芬·普利奥描述的
|  | 齐腰深的糖蜜覆盖了整条街，形成着漩涡，冒着气泡。哪里都有东西在挣扎着，分不出那是动物还是人类。偶然有人从这粘稠的东西里拼命挣扎出来，才说明那里还有生命……大量马匹像站在粘蝇纸上的苍蝇一样死去。越是挣扎，就陷得越深。无论何等样人，都遭受着同样的厄运。[9] |
《波士顿环球报》报道中提到“人被爆炸造成的猛烈气流卷起来，扔到了數英尺外。”有些人被空气卷起的各种残骸击中，一辆卡车被糖蜜波卷起，扔到了波士顿港。大约一百五十人受伤，二十一人和大量马匹死亡，死亡原因主要是被糖蜜压在下面或在其中溺亡。幸存者安东尼·迪·斯塔西奥回忆道，自己在和自己的妹妹从米开朗琪罗学校回家路上被糖蜜波浪卷起来，听到他的妈妈喊着自己的名字，却无法回答，因为喉咙被窒息人的糊状物粘住了。他随后晕了过去，醒来时看到他的三个姐妹正看着他。最初的糖蜜波浪过去之后，咳嗽成了这一住宅区最常见的后遗症。

## 抢救与清理

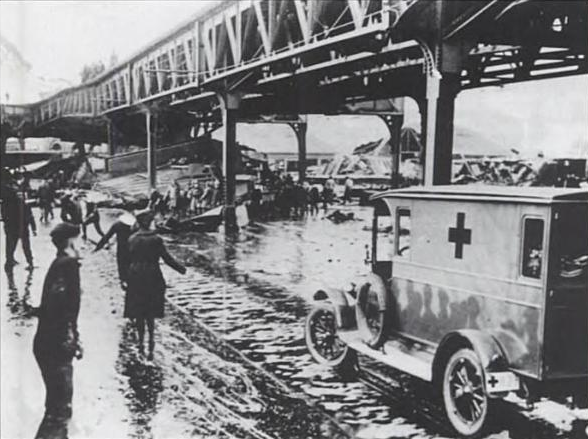
灾难发生后被冲毁的高架铁路、前来救助的人们和车辆，以及满地的糖蜜。

事发当时，美军的楠塔基特号灯塔船正停泊在波士顿港，正在船上接受培训的马萨诸塞州军事学院的116名学生在助理指挥官考珀兰德（Copeland）的带领下迅速穿过几个街区，冲入齐膝深的糖蜜中救出幸存者。不久后，波士顿警察，红十字会和军队相继来到，救援工作一直持续到晚上。伤者实在过多，医生和护士只能在隔壁的房屋里进行临时救护。糖蜜冷却之后黏度大大增加，这是救助者最大的困难，他们很难从冷糖蜜中开出道路，救出伤者。救援工作持续了四天后结束。很多死者蒙上了一层糖蜜，很难辨识。
大约三百名参与者用了两周时间清理爆炸后的街道，共花了87000个工时来清除鵝卵石街上、建筑物、汽车和住房的糖蜜。波士顿港口直到当年夏天仍是棕色的。美国工业乙醇公司没有重建这个贮存罐，贮存罐遺址现在是一个市属的网球场。

## 原因
当地居民进行了集体诉讼控告美国工业乙醇公司。美国工业乙醇公司援引生产的工业乙醇属于政府的军需品这一点，辩称这起事故源于无政府主义者所策划的爆炸，即爆炸主要是外部原因，但这一理由没有居民相信。法庭指定的调查人经过历时三年的调查后，认为美国工业乙醇公司负有忽视糖蜜罐安全的责任。美国工业乙醇公司最后以庭外和解方式赔偿了六十万美元。
爆炸当日和前几天的很多因素可能诱发了这起灾难。事后调查表明，负责监督建造储存罐的阿瑟·杰尔负有责任，糖蜜罐是草草安装的，并没有经过充分的设计和将储藏罐注满水以判断泄露的测试。当罐中注满糖蜜时，罐身有多处裂缝，公司不得已将罐涂成棕色以便掩盖裂缝，当地居民甚至可以从中收集到糖蜜拿回家。事后发现，由于罐底部（此處所承受重力是在罐內有內容物時壓力數值最高的位置）的人孔发生了破损，有可能这里的疲劳先达到了临界点。此外，天气记录表明，在惨剧发生的前几天，气温从零下17度升高到了5度左右。糖蜜在罐中本来缓慢的发酵速度迅速增加，产生的二氧化碳大大提高了储存罐中的压强。
有都市传说声称爆炸的糖蜜罐从1918年下半年就已经充满了过量糖蜜，因为蒸馏公司的拥有者想在禁酒令发布之前盡量生产朗姆酒。然而纯净蒸馏公司并不是以糖蜜生产朗姆酒，而是生产工业酒精。而工业酒精并不属于被禁止的范围，亦不属于之后的沃尔斯迪德法案和其他国家禁酒法令。然而1999年的一部电视纪录片《现代奇迹之工程灾难》中宣称，即使没有刻意多生产酒精以应付禁酒令，多储存糖蜜以应付可能實行的全面禁酒是当时的常见做法。

## 今日

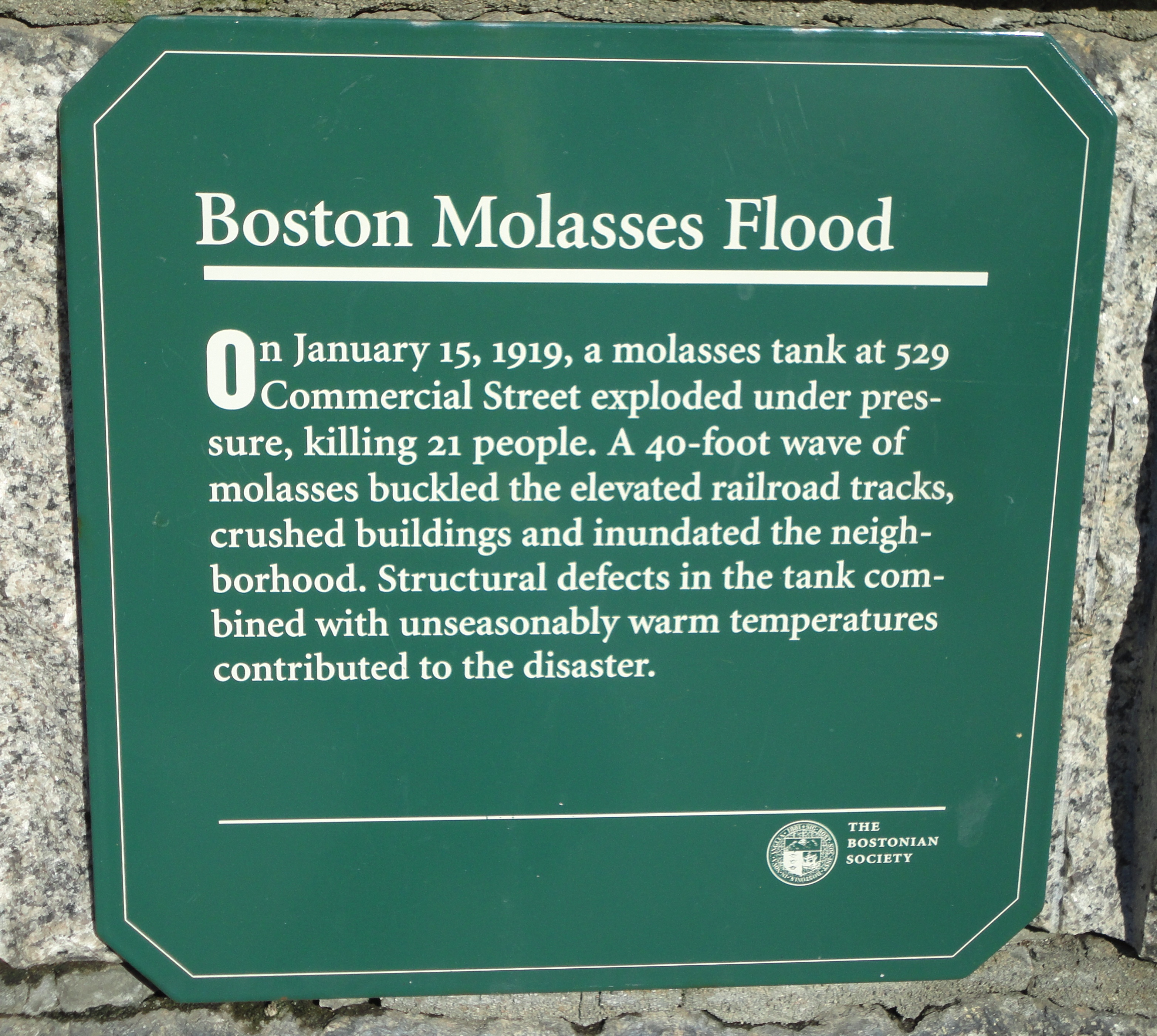
事發地點設立的紀念牌

糖蜜储存罐的位置已经变成了一块运动娱乐区，官方称作兰贡公园，有少年棒球和地掷球的场地兰贡公园旁边是较大的普奥波洛公园（Puopolo Park），在普奥波洛公园的入口处，波士顿历史协会設置了一块标记牌纪念这次灾难。标记牌上写着：
波士顿糖蜜洪水
1919年1月15日，位于商业街529号的糖蜜储存罐因压力过大爆炸，造成21人罹难，40英尺高的糖蜜波浪冲毁了高架铁路，毁坏了多座建筑物，淹没了周边的街区。储存罐的结构缺陷与不寻常的暖冬导致了这起灾难的發生。